# Vöröshasú szarvascsőrű
A vöröshasú szarvascsőrű (Aceros nipalensis) a madarak osztályának szarvascsőrűmadár-alakúak (Bucerotiformes) rendjébe és a szarvascsőrűmadár-félék (Bucerotidae) családjába tartozó faj.

## Előfordulása
Bhután, Kína, India, Laosz, Mianmar, Thaiföld és Vietnám területén honos. Nepálban kihalt.

## Alfajai
- Aceros nipalensis nipalensis
- Aceros nipalensis yunnanensis

## Megjelenése
Nagy méretű, körülbelül 120 centiméteres szarvascsőrűmadár.
|  |

## Természetvédelmi helyzete
Élőhelyének pusztítása és a kíméletlen vadászat miatt veszélyeztetetté vált. Számuk folyamatosan csökken.